# Napoli Calcio a 5
L'Associazione Sportiva Dilettantistica Napoli Calcio a 5 è stata una società italiana di calcio a 5 con sede a Napoli.

## Storia
Il Napoli Calcio a 5 nasce nel 2003 con l'acquisizione del titolo sportivo dello Stabia da parte di una cordata di imprenditori partenopei. La società è stata sciolta nel 2010 e rinata l'anno successivo in seguito alla fusione tra Napoli Vesevo e Real Napoli. Il campo di gioco era presso il Centro FIPAV di Cercola, un impianto al coperto inserito in un centro innovativo con circa 2.000 posti a sedere.
Dal 2012 ha militato stabilmente in serie A: nella stagione 2012-13 chiude in nona posizione, arrivando alle semifinali di Coppa Italia. Nel 2013-14 una stagione tra alti e bassi, chiusa con la salvezza.
Negli anni 2014-15 e 2015-16 vive campionati a due facce, girone di andata da incubo, girone ritorno con una vera e propria cavalcata per la permanenza in serie A. Nella stagione 2016-17 il club si è consolidato nell'élite del futsal nazionale, chiudendo la stagione regolare al quarto posto e arrivando fino alla semifinale scudetto, persa con il Pescara. Il settore giovanile e la scuola calcio della società azzurra vanta sei finali scudetto e un titolo juniores.
Nell'estate del 2019 la società rinuncia all'iscrizione in Serie A.

## Cronistoria
| Cronistoria del Napoli C5 |
| --- |
| - 2003 · Acquisizione del titolo sportivo dello Stabia e fondazione del Napoli C5. - 2003-04 · 14ª in Serie A. Retrocessa in Serie A2. - 2004-05 · 2ª nel girone B di Serie A2. Promossa in Serie A. Vince lo spareggio promozione-salvezza. Vince la Coppa Italia di Serie A2 (1º titolo). - 2005-06 · 7ª in Serie A. 1º turno play-off scudetto. - 2006-07 · 7ª in Serie A. 1º turno play-off scudetto. Quarti di finale di Coppa Italia. - 2007-08 · 10ª in Serie A. Semifinalista play-off scudetto. - 2008-09 · 6ª in Serie A. Quarti di finale play-off scudetto. Quarti di finale di Coppa Italia. - 2009-10 · 14ª in Serie A. Retrocessa in Serie A2. - 2010-11 · Inattiva. - 2011 · Dalla fusione tra Real Napoli e Napoli Vesevo rinasce il Napoli C5. - 2011-12 · 3ª nel girone B di Serie A2. Ripescata in Serie A. Finalista play-off promozione. - 2012-13 · 11ª in Serie A. Vince i play-out. - 2013-14 · 9ª in Serie A. Vince i play-out. Semifinalista di Coppa Italia. 1ª fase di Winter Cup. - 2014-15 · 9ª in Serie A. 1ª fase di Winter Cup. - 2015-16 · 12ª in Serie A. Vince i play-out. - 2016-17 · 4ª in Serie A. Semifinalista play-off scudetto. Quarti di finale di Coppa Italia. Semifinalista di Winter Cup. - 2017-18 · 5ª in Serie A. Quarti di finale play-off scudetto. Semifinalista di Coppa Italia. 2º turno di Coppa della Divisione. - 2018-19 · 4ª in Serie A. Semifinalista play-off scudetto. Quarti di finale di Coppa Italia. 3º turno di Coppa della Divisione. Finalista di Supercoppa italiana. - 2019 · Scioglimento della società. |

## Statistiche
| Livello | Categoria | Partecipazioni | Debutto   | Ultima stagione |
| ------- | --------- | -------------- | --------- | --------------- |
| 1º      | Serie A   | 13             | 2003-2004 | 2018-2019       |
| 2º      | Serie A2  | 2              | 2004-2005 | 2011-2012       |

## Palmarès
- Coppa Italia di Serie A2: 1
  - 2004-2005

## Allenatori
- 2003-2004 ·  Umberto Tarcinale
- 2004-2007 ·  Maurizio Deda
- 2007-2008 ·  Maurizio Deda,  Sito Rivera
- 2008-2009 ·  Fabián López,  Andrea Centonze,  Sito Rivera
- 2009-2010 ·  Marcelo Batista,  Vincenzo Lamparelli
- 2010-2011 · inattiva
- 2011-2012 ·  Raffaele di Costanzo,  Carmine Tarantino
- 2012-2013 ·  Carmine Tarantino
- 2013-2015 ·  Ivan Oranges
- 2015-2016 ·  Ivan Oranges,  Mauricio de Andrade,  Francesco Cipolla
- 2016-2017 ·  Francesco Cipolla
- 2017-2018 ·  Francesco Cipolla,  Tiago Polido
- 2018-2019 ·  David Marín

## Organigramma
- Ciro Lollo - Presidente onorario
- Ciro Veneruso - Presidente
- Stefano Salviati - Vicepresidente
- Piero Foderini - Direttore sportivo
- Ciro Polliere - Consulente legale

### Staff tecnico
- David Marín - Allenatore
- Alessandro Grimaldi - Allenatore settore giovanile e match analyst
- Gennaro Varriale - Preparatore dei portieri
- Federico De Candia - Responsabile settore giovanile
- Marco Sammarco - Dirigente settore giovanile
- Salvatore Varriale - Dirigente settore giovanile
- Pino Santomenna - Preparatore atletico settore giovanile
- Raffaele Moccia - Osservatore esterno
- Alessio Serpe - Fisioterapista
- Vincenzo Falanga - Responsabile materiali